# Storforsen
Storforsen, to rezerwat chroniący bystrze na rzece Pite w szwedzkim Norrbottens län, położone ok. 38 km na płn-zach. od Älvsbyn. Średni przepływ wody wynosi 250 m³/s, więc jest to jedno z największych górskich bystrzy w Europie. Rezerwat jest odwiedzany przez ok. 150 tys. osób rocznie 

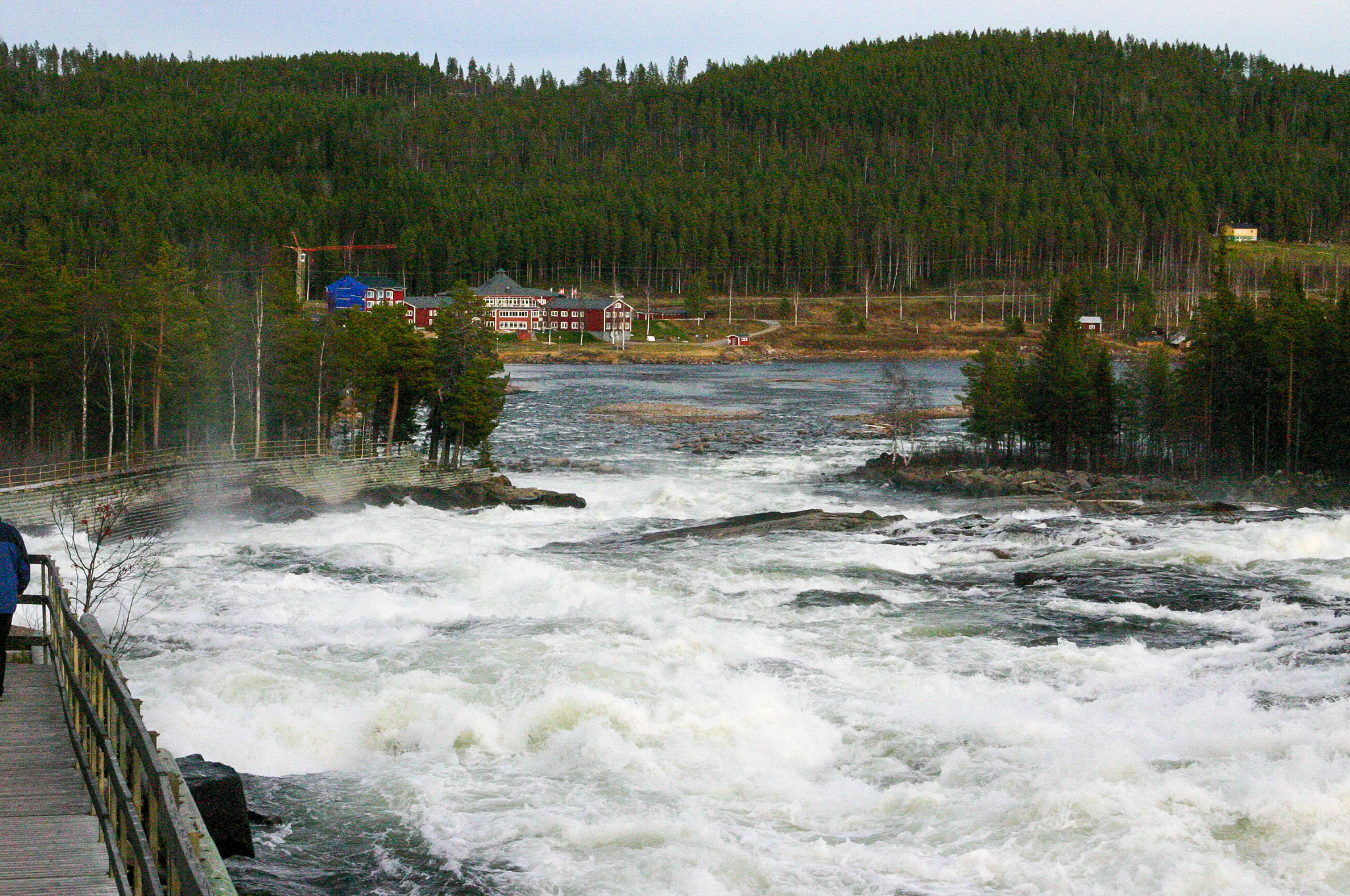
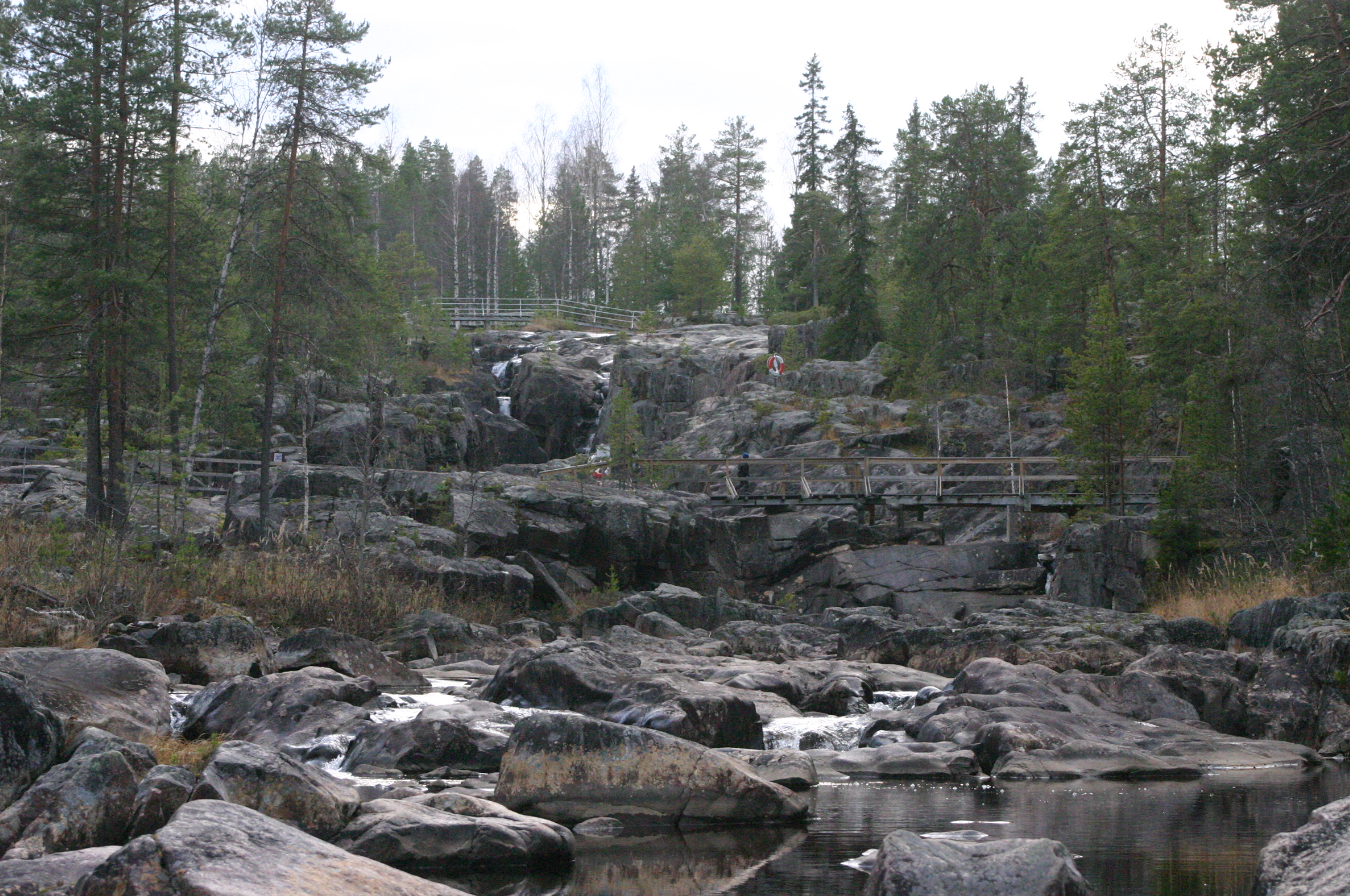
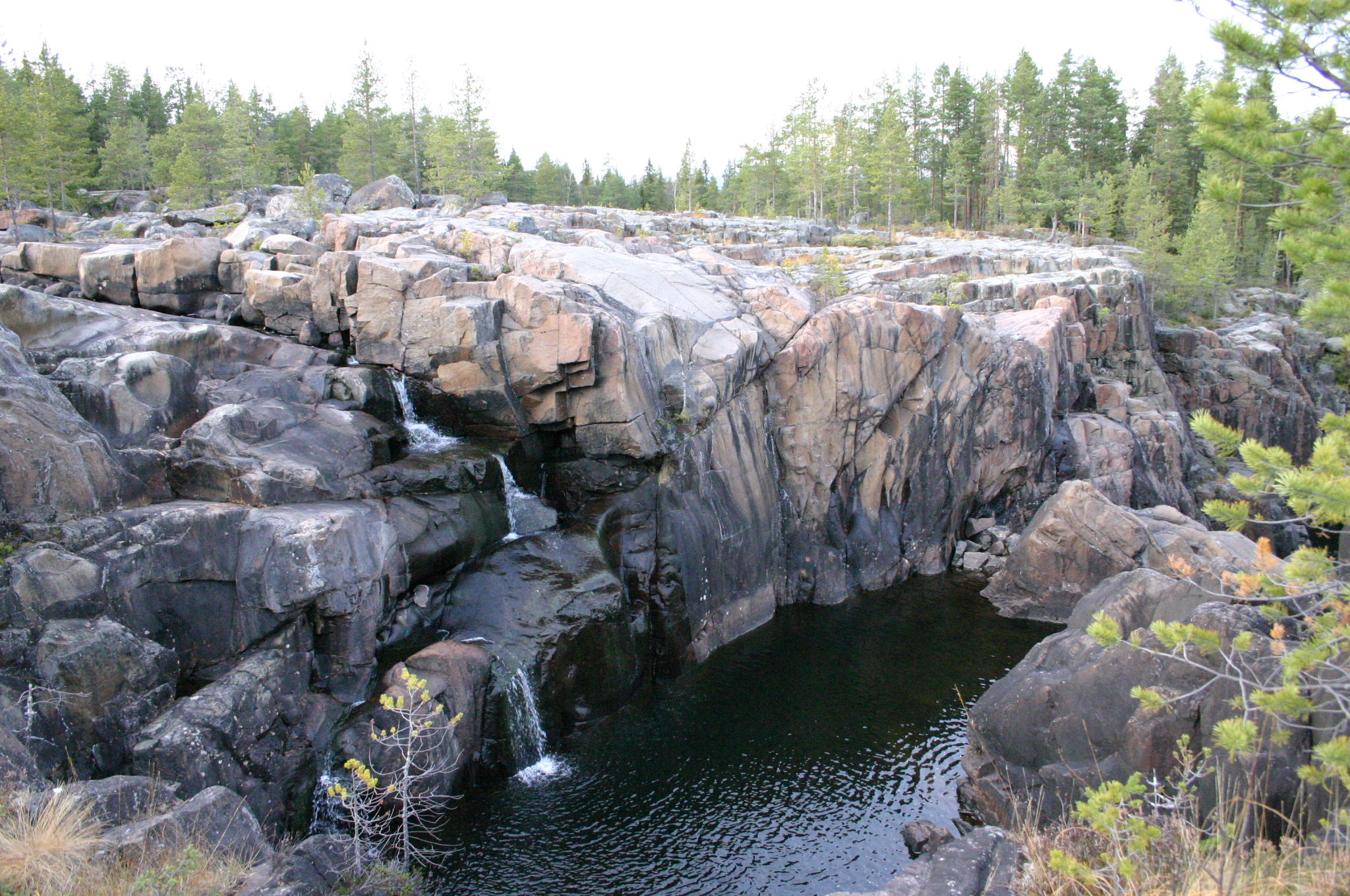
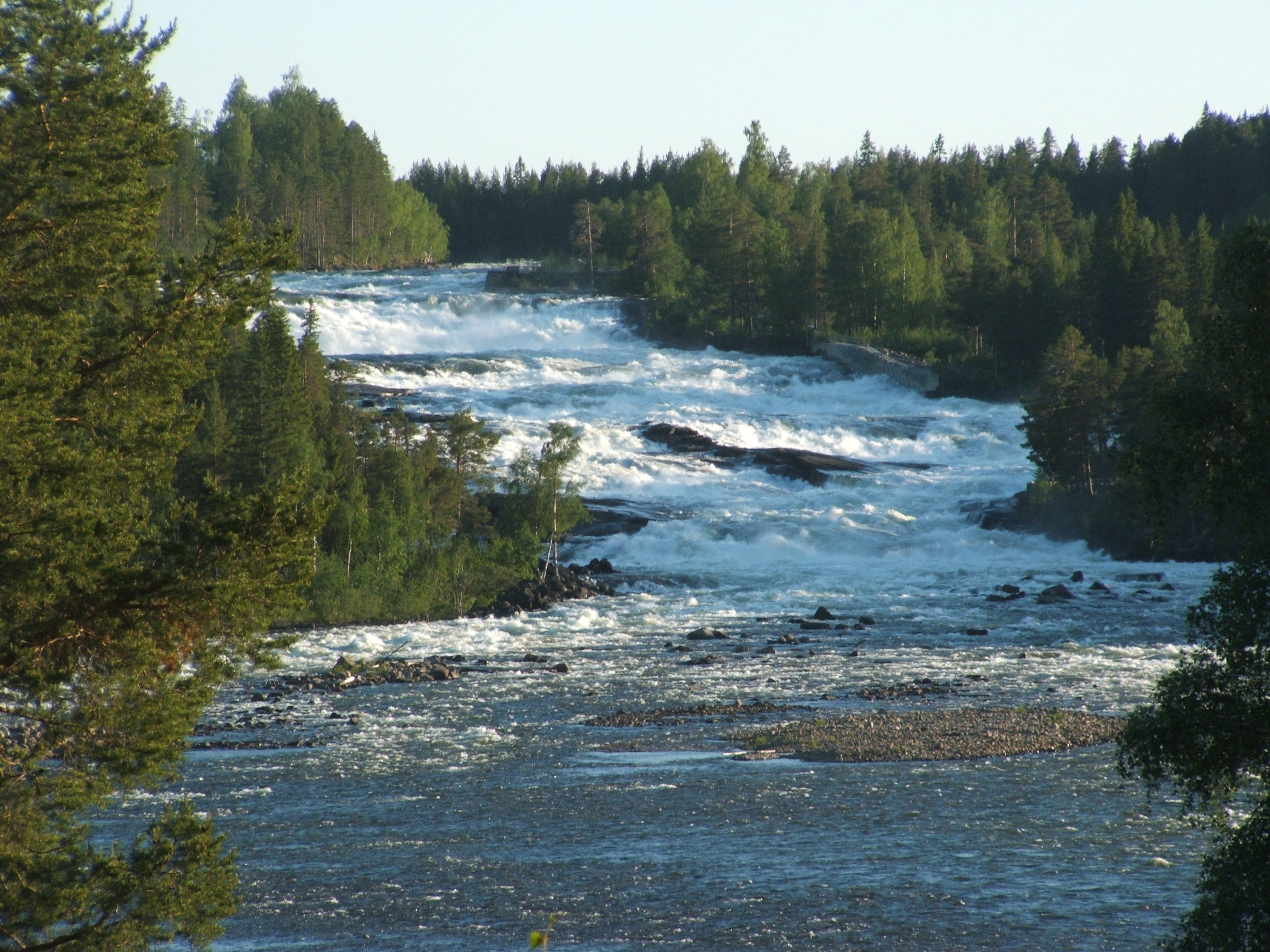
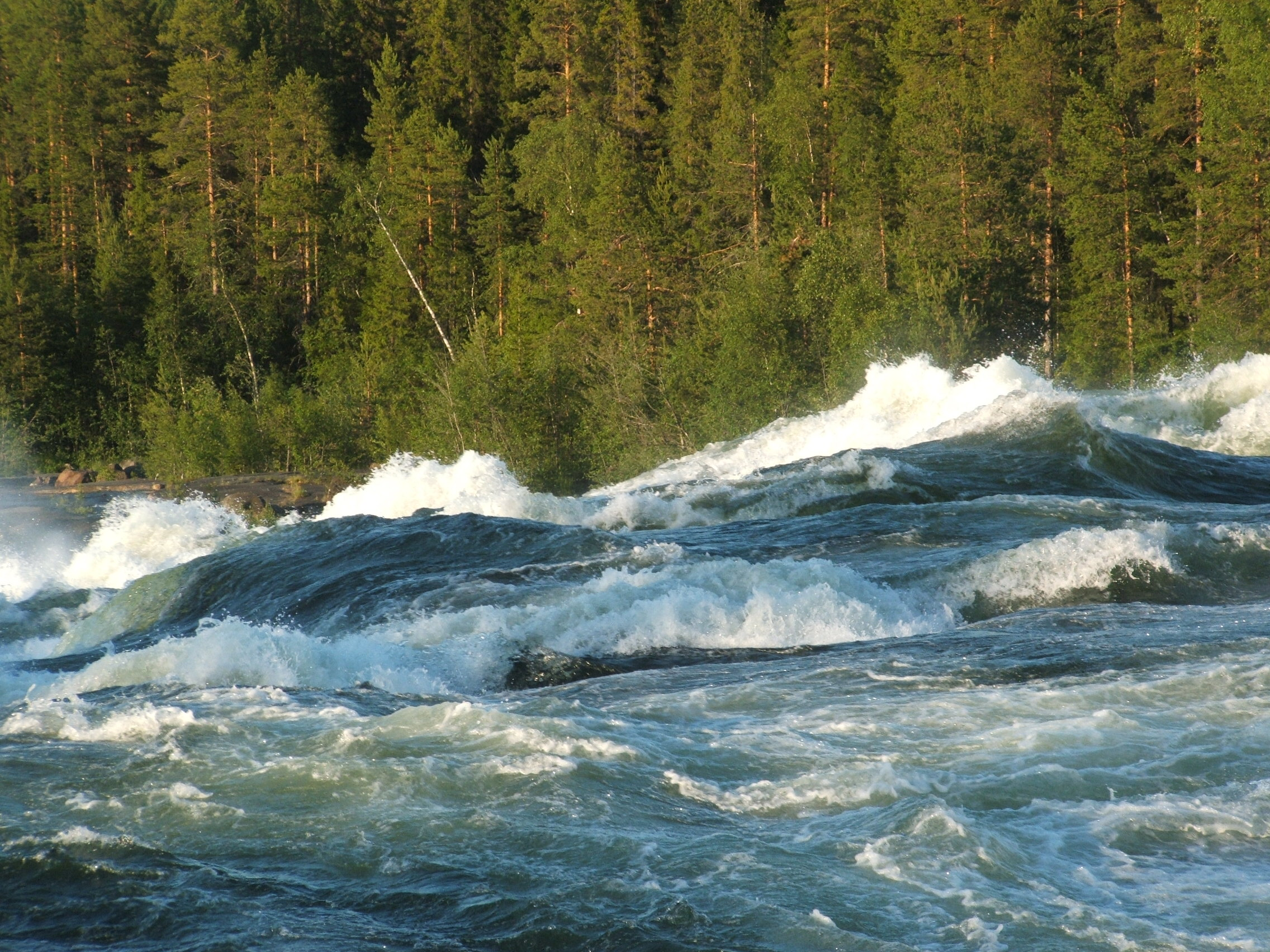
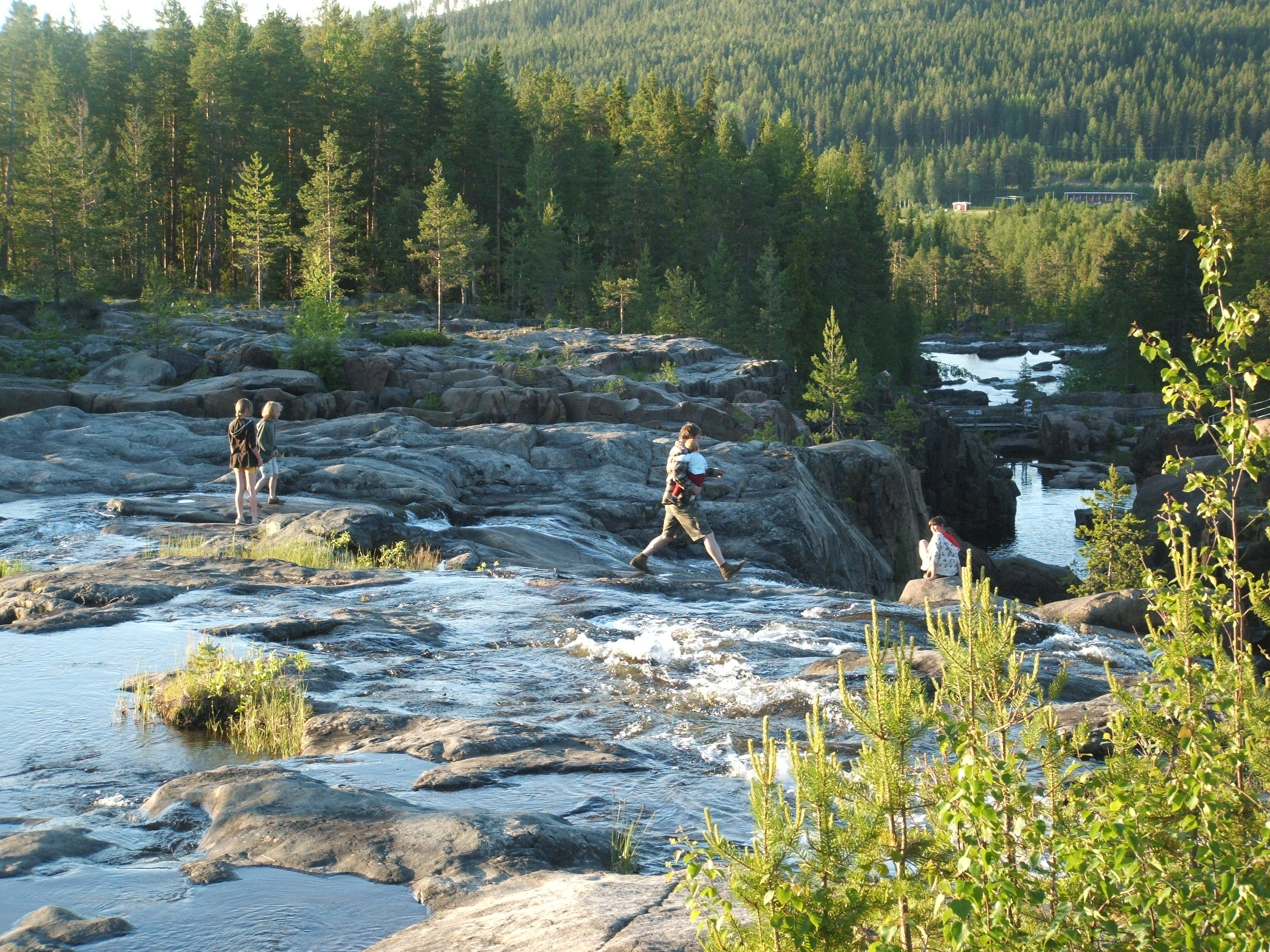